# Тодор Петрович
Тодор Петрович (серб. Todor Petrović / Тодор Петровић, нар. 18 серпня 1994, Гламоч) — сербський та боснійський футболіст, півзахисник клубу «Раднички» (Ниш).

## Ігрова кар'єра
Народився 18 серпня 1994 року в місті Гламоч. Розпочав займатися футболом у Сербії, граючи за клуби «Земун» та «Сопот» (Белград). У 2014 році перебував у іспанському «Хересі», але не закріпився і повернувся до Сербії, де став грати за «Вождовац», в якому провів понад 100 ігор в усіх турнірах.
На початку 2019 року підписав контракт з полтавською «Ворсклою». За рік у клубі серб провів 21 матч у Прем'єр-лізі, відзначившись голом у ворота «Десни», а також дві гри у Кубку України. Після цього на початку 2020 року покинув клуб за обопільною згодою сторін.
З березня 2020 року — гравець хорватського клубу «Інтер» (Запрешич), але в команді до кінця сезону провів лише 3 гри, тому вже влітку повернувся на батьківщину, ставши гравцем клубу «Раднички» (Ниш).